# The Malady Lingers On
The Malady Lingers On è una raccolta di video musicali del cantante inglese Morrissey.
Pubblicata dalla EMI il 23 novembre del 1992 in formato VHS ed in seguito anche in versione DVD, il 31 maggio nel 2004.

## Realizzazione
Raccoglie otto video promozionali del cantante, realizzati nel biennio 1991/1992. Criticato per certe affermazioni (giudicate razziste) di Morrissey proprio a ridosso della pubblicazione di questa raccolta, il video di Our Frank, in cui sono contenute immagini di ragazzi skinhead, non venne incluso nella stessa.
Il titolo è tratto da una frase (We impose the form of the old on the content of the new. The malady lingers on) del libro The Medium is the Massage scritto da Marshall McLuhan e illustrato da Quentin Fiore. La copertina ritrae Morrissey durante un concerto, fotografato da Diane Bidermann.

## Tracce
1. Glamorous Glue
2. Certain People I Know
3. Tomorrow
4. We Hate It When Our Friends Become Successful
5. My Love Life
6. You're the One for Me, Fatty
7. Sing Your Life
8. Pregnant for the Last Time